# Mystery Case Files
Mystery Case Files (arquivos de casos misteriosos) é uma série de videogame originalmente desenvolvida pelos estúdios internos da Big Fish Games. Algumas sequências foram desenvolvidas pela Eipix Entertainment entre 2015 e 2019. A partir de 2013 a 2014, foi a Elephant Games que desenvolveu as sequências. As novas sequências foram desenvolvidas pela GrandMA Studios. A série Mystery Case Files é conhecida por seus puzzles (quebra-cabeças) de objetos ocultos, onde é necessário solucioná-los para progredir no jogo. O jogador assume o papel de um detetive profissional e deve encontra um certo número de itens escondidos em algum lugar numa cena ilustrada.
Em 2007, a Big Fish Games estimou que 100 milhões de pessoas já haviam experimentado as versões de teste dos jogos Mystery Case Files desde o lançamento inicial de Mystery Case Files: Huntsville.
A sequência mais recente da série — Mystery Case Files: The Last Resort —, foi lançada em 22 de novembro de 2022; ele é o 24º jogo da franquia.

## Jogabilidade
Mystery Case Files: Huntsville marcou a introdução dos "jogos de objetos ocultos" — um gênero jogo de exploração casual em que o jogador deve localizar uma lista de objetos que estão escondidos entre vários outros objetos na tela do computador. Quando o jogador consegue localizar todos os objetos escondidos, ele pode progredir para a próxima área do jogo. Caso o jogador não consiga encontrar o objeto necessário, muitos jogos de objetos ocultos adicionam uma quantidade limite de tentativas.
Como em todos os jogos da Mystery Case Files, Huntsville se baseia muito na necessidade de encontrar objetos escondidos. Ao terminar cada puzzle, o jogador retorna para a tela de análise dele, onde ele resolve os puzzles seguintes com o intuito de coletar evidências e ajudar a identificar o culpado. É dado ao jogador um limite de tentativas para completar cada puzzle. Se o jogador falhar ao completar o puzzle na sua vez, ele deve iniciar novamente em um cenário completamente novo.
Os Prime Suspects (principais suspeitos) também dependem muito dos objetos escondidos durante o jogo, mas é apresentam um novo dispositivo que irá funcionar apenas se o jogador encontrar baterias em qualquer uma das cenas onde há objetos ocultos. Quando o dispositivo é ativado, o jogador pode observar através das paredes para encontrar o objeto escondido. O jogador tem que juntar a evidências dentro de um limite de tempo e deduzir qual é o suspeito mais provável que roubou o "Queen's Hope Diamond".
No Ravenhearst o jogador tem a possibilidade de juntar as páginas perdidas do diário da Emma dependendo bastante das cenas de objetos ocultos. Puzzles são introduzidos durante o jogo. Os jogadores devem resolvê-los para destrancar cada porta na mansão e assim acessar as salas trancadas. No final do jogo, todas as chaves ao redor da mansão devem ser encontradas para que a alma de Emma seja libertada da mansão.

## Jogos

### Huntsville (2005)
Mystery Case Files: Huntsville é a primeiro jogo da franquia Mystery Case Files. Ele foi lançado em novembro de 2005. O jogador assume o papel de um detetive profissional para solucionar uma série de crimes, aparentemente, aleatórios na pequena cidade de Huntsville. O jogo oferece uma determinada quantidade de localizações para serem exploradas. Ele apresentou o Crime Computer (resumo da cena de crime), que ainda é a parte principal da série. Ao decorrer dos níveis, o detetive descobre que os criminosos presos estavam associados a uma organização especial chamada de "S.T.A.I.N". Cada membro da organização tinha um símbolo de uma cabeça esquelética tatuada em alguma parte do corpo ou colocada em itens. Todos eles têm estilos diferentes de Smulge, como Handwork Building, Scratch Folk, Thievery e muito mais.
Após o seu lançamento, em 18 de novembro de 2005, Mystery Case Files: Huntsville quebrou todos os recordes de vendas anteriores de jogos casuais por mais de 100%, vendendo mais de $1 milhão em cópias (baixadas) distribuídas digitalmente em menos de três meses. Como resultado, ele entrou para o top 10 de vendas em todos os maiores sites distribuidores de jogos casuais.
Ele foi inicialmente lançado como um jogo online para download de PC. Logo depois, ele ficou disponível para o Mac OS. Em julho de 2006, a Big Fish Games assinou um acordo com a Activision Value para distribuir o jogo no início de setembro de 2006 por todos os varejos locais dos Estados Unidos.

### Prime Suspects (2006)
Mystery Case Files: Prime Suspects é o segundo jogo da franquia Mystery Case Files. Ele foi lançado em abril de 2006. O jogador é encarregado de investigar o desaparecimento do Queen's Hope Diamond na Capital City. Mystery Case Files: Prime Suspects adicionou itens que os jogadores devem descobrir para desbloquear níveis posteriores, como encontrar uma bateria para ligar uma lanterna. Os personagens também tornaram-se mais proeminentes em partes da série com a investigação girando em torno de múltiplos personagens com diferentes personalidades.
O Gamezebo.com notou a boa arte que o jogo tinha, assim como a história e a capacidade de manter o jogador entretido. Porém, os níveis seguintes eram repetitivos e difíceis de progredir.

### Ravenhearst (2006)
Mystery Case Files: Ravenhearst é o terceiro jogo da franquia Mystery Case Files. Ele foi lançado em dezembro de 2006 e apresenta uma investigação centralizada numa mansão misteriosa localizada na Inglaterra. Os jogadores devem encontrar objetos para desbloquear pedaços de diário para acompanhar a vida de Emma Ravenhearst, no ano de 1894 em Blackpool. Através das páginas do diário, o jogador aprende como Emma viajou da América para a Inglaterra para se tornar uma professora e que acabou se envolvendo com um homem chamado Charles Dalimar. Charles fez uma proposta de casamento, mas ela recusou, Charles então começou a envenenar secretamente Emma e a interceptar as cartas dela para sua família para que ela continuasse morando na Inglaterra. A página final do diário é diretamente destinada ao jogador e direciona ele para uma porta trancada no porão, atrás dela ele encontra o cadáver de Emma em um caixão, com sua alma sendo liberta agora que o mistério do seu desaparecimento foi resolvido.
Mystery Case Files: Ravenhearst introduziu puzzles de porta elaborados na série, que eram similares aos puzzles do tipo Rube Goldberg. Mystery Case Files: Ravenhearst foi relançado para o Nintendo DS em abril de 2013. Ravenhearst foi o terceiro jogo de PC mais vendido nos Estados Unidos na semana final da anual Black Friday, vendendo 100.000 cópias em seis semanas.

### Madame Fate (2007)
Mystery Case Files: Madame Fate é a quarto jogo da franquia Mystery Case Files. Ele foi lançado em novembro de 2007. O jogador investiga o Madame Fate's Carnival (carnaval da Madame Fade) e os funcionários do carnaval para descobrir qual deles causará a morte da cartomante à meia-noite. A Madame Fade tem desconfiança igual (e desprezo) pelas pessoas que apresentavam outras atrações no carnaval, mas conforme o jogador investiga, ele descobre que todos eles também estão condenados a morrer à meia-noite. Com a chegada da meia-noite, Madame Fate espera junto ao jogador para descobrir o que vai acontecer e, de fato, ela é assassinada por um espírito malévolo. A Rainha então informa ao jogador que aquele era o espírito de Charles da mansão Ravenhearst, furioso com o jogador por libertar o espírito de Emma.
Mystery Case Files: Madame Fate apresenta mais tipos de puzzles (incluindo puzzles de palavras e vários com bola de cristal) e também muda a forma como o jogador encontra os intens. Às vezes o jogador deve combinar dois itens na tela ou localizar áreas ocultas para progredir. A essência do jogo ainda é encontrar objetos escondidos, mas há muitos outros tipos de puzzles. O jogo também apresenta objetos desfaçados que o jogador deve encontrar em cada cena para desbloquear 3 áreas secretas que estão localizadas no carnaval. Mystery Case Files: Madame Fate também apresentou cenas de objetos ocultos dentro de cenas de objetos ocultos durante a gameplay.

### Return to Ravenhearst (2008)
Mystery Case Files: Return to Ravenhearst é o quinto jogo da franquia. Ele foi lançado em 26 de novembro de 2008 para os membros da Big Fish Games Game Club, enquanto o público geral só puderam baixar o jogo em 27 de novembro de 2008. Esse jogo é a segunda parte do arco histórico de Ravenhearst. Depois da morte de Madame Fade, o jogador retorna para a mansão Ravenhearst para solucionar o mistério de Charles. Então ele descobre que o espírito de Rose, empregada de Emma, e suas duas filhas, Gwendolyn e Charlotte, ainda estão presos na mansão. O jogador é então capturado por Vitor, filho ainda vivo de Charles, que é responsável por manter o espírito de Charles ainda vivo usando uma máquina no porão. Quando o jogador sabota a máquina, ela pega fogo e queima completamente a mansão, destruindo o espírito de Charles e reunindo os fantasmas de Emma, Rose e suas duas filhas. Mas Victor acaba escapando através de uma máquina do tempo, voltando para 1895.
Além disso, para as cenas de objetos escondidos, que são habituais do primeiro título da série de Ravenhearst, os desenvolvedores adicionaram um componente gráfico que permitia os jogadores explorarem e interagirem com o mundo de Ravenhearst como nunca antes. Agora é possível se mover dentro da mansão Ravenhearst e envolta dela; os itens coletando também interagem com o ambiente. Puzzles e cenas de objetos ocultos estão presentes em diferentes locais por todo o jogo. Essas cenas são sinalizadas com frequentes cintilâncias para atrair a atenção do jogador. O "Return to Ravenhearst" é o primeiro jogo da série Mystery Case Files onde são usadas performances de assombrações feitas por atores reais.

### Dire Grove (2009)
Mystery Case Files: Dire Grove é o sexto jogo da franquia Mystery Case Files. Ele foi lançado em 11 de dezembro de 2009. Ele teve seus primeiro lançamento em 25 de novembro de 2009, como uma edição de colecionador. O jogo segue os passos de quatro estudantes recém-graduados liderados por Alison Sterling (Davie-Blue Bacich) que viajam para um pequeno povoado próximo a Blackpool, Inglaterra. O jogo segue a partir do jogo anterior, "Return to Ravenhearst", mas não está relacionado diretamente ao arco histórico de Ranvenhearst.
Mystery Case Files: Dire Grove recebeu, principalmente, críticas positivas. Ele teve uma pontuação de 82 no Metacritic e 75,00% no GameRankings.

### 13th Skull (2010)
Mystery Case Files: 13th Skull é o sétimo jogo da franquia Mystery Case Files. O seu primeiro lançamento foi em 25 de novembro de 2010, como uma edição de colecionador. Ele acompanha o desaparecimento de Marcus Lawson, depois de ter se mudado para uma assustadora mansão em Louisiana. Sua filha, Magnolia, acredita que seu pai foi sequestrado pelo fantasma de um pirata vingativo, buscando proteger o seu tesouro perdido.
A análise da IGN de 13th Skull foi "Bom". Por sua apresentação, jogabilidade, gráficos, som e apelo duradouro, recebendo entre 6.5 a 7.5 em cada categoria. Sua nota foi 7.0.

### Escape From Ravenhearst (2011)
Mystery Case Files: Escape From Ravenhearst é o oitavo jogo da franquia Mystery Case Files. Ele foi lançado em 23 de novembro de 2011 como uma edição de colecionador. Alguns residentes em Blackpool, Inglaterra, haviam sumido próximos a mansão Ravenhearst. O jogador, detetive profissional, deve retornar para a mansão destruída pelo fogo e procurar pelos residentes desaparecidos. Esse jogo é a terceira parte do arco histórico de Ravenhearst.

### Shadow Lake (2012)
Mystery Case Files: Shadow Lake é o nono jogo da franquia. Ele foi o último a ser lançado pelo Big Fish Studios. Shadow Lake foi lançado em 20 de novembro de 2012. Ele traz a atriz Lea Thompson como Cassandra Williams, uma médium psíquica que ajuda o detetive profissional a resolver puzzles enquanto eles investigam a destruição misteriosa de uma cidade fantasma.
O GameZebo deu a ele uma nota 4 de 5.

### Fate's Carnival (2013)
Mystery Case Files: Fate's Carnival é o décimo jogo da franquia. Ele é o primeiro lançamento a ser desenvolvido pela Elephant Games. Fate's Carnival foi lançado em 26 de novembro de 2013. O jogador retorna para o carnaval da Madame Fade, apresentado anteriormente na quarta parte da série Madame Fade. Explorando a vizinhança do carnaval com a ajuda de Isis, o gato. O jogo apresenta personagens do jogo anterior, assim como apresenta novos personagens também.
O site All About Casual Game deu a ele uma nota de 4.5 de 5. Elogiando o Fate's Carnival como "uma experiência carnavalesca notável que você nunca irá esquecer". Indicado como o jogo "Talk of the Town" (mais falado da cidade) pelos leitores de All About Casual Game para o evento de premiação dos melhores de 2013.

### Dire Grove, Sacred Grove (2014)
Mystery Case Files: Dire Grove, Sacred Grove é o décimo primeiro jogo da franquia. Ele é o último lançamento a ser desenvolvido pela Elephant Games. Mystery Case Files: Dire Grove, Sacred Grove foi lançado em 26 de novembro de 2014. Ele retorna o jogador ao povoado fictício de Dire Grove, explorado anteriormente no sexto jogo com mesmo nome.
O site All About Casual Game deu a ele uma nota de 4.5 de 5, elogiando-o como "um concorrente para o melhor jogo do ano", premiando ele com uma condecoração "Editor's Choice" (escolha do editor).

### Key to Ravenhearst (2015)
Mystery Case Files: Key to Ravenhearst é o décimo segundo jogo da franquia. Ele é o primeiro a ser desenvolvido pela Eipix Entertainment. Key to Ravenhearst foi lançado em 27 de outubro de 2015. Key to Ravenhearst é a quinta parte do arco histórico de Ravenhearst.
Notas: Gamezebo, 4.5 de 5; All About Casual Game, 4.5 de 5.

### Ravenhearst Unlocked (2015)
Mystery Case Files: Ravenhearst Unlocked é o décimo terceiro jogo da série de aventuras casuais, publicado pela Big Fish Games. Lançado em 27 de novembro de 2015. Ele é o segundo jogo na série a ser desenvolvido pela Eipix Entertainment. O modo de jogo é single-player (único jogador) e está presente nas plataformas Windows, Mac OSX, iOS e Android. Ele é a parte final do enredo de Ravenhearst.
Notas: Gamezebo, 4.5 de 5; All About Casual Game, 5 de 5.

### Broken Hour (2016)
Mystery Case Files: Broken Hour é o décimo quarto jogo de franquia. A "beta" do jogo foi lançada em 7 de março de 2016. A edição de colecionador foi lançada em 22 de novembro de 2016. O detetive profissional é enviado pela Rainha a Pensão Huxley para procurar por George Pritchard, fotógrafo real e um amigo próximo de Sua Majestade, antes que o tempo acabe.
O All About Casual Game deu a nota máxima, 5 de 5. Dizendo que o jogo é "complexo, excelente e envolvente; simplesmente sensacional". Ele foi premiado com o título "A Escolha do Editor". Indicado como "o jogo mais falado da cidade" pelos leitores de All About Casual Game para o evento de premiação dos melhores de 2016.

### The Black Veil (2016)
Mystery Case Files: The Black Veil é o décimo quinto jogo da franquia. A "beta" foi lançada em 22 de dezembro de 2016. A edição de colecionador foi lançada em 23 de março de 2017. A estória se passa em Dreadmond, uma cidade em Scotland onde as pessoas são misteriosamente sofrendo de envelhecimento precoce. Ele é a primeira aparição de Alison Sterling (dublada por Katie Leight) desde Mystery Case Files: Dire Grove.
O All About Casual Game deu uma nota 4.5 de 5. Indicado como o "melhor jogo de aventura" pelos leitores de All About Casual Game para o evento de premiação dos melhores de 2017.

### The Revenant's Hunt (2017)
Mystery Case Files: The Revenant's Hunt é o 16° jogo da franquia. A versão "beta" do jogo foi lançada em julho de 2017. A estória segue a vítima de um assassinato que saio do túmulo em busca de justiça para aqueles que a mataram. Um deles, possivelmente, era um de seus parentes. A edição de colecionador foi lançado em 20 de novembro de 2017.
O All About Casual Game deu uma nota 4 de 5 e comentou que ele era um pouco decepcionante para os fãs.

### Rewind (2018)
Mystery Case Files: Rewind é o 17° jogo da franquia. A versão "beta" foi lançada em março de 2018. A jogabilidade do jogo é baseada nos quartos primeiros jogos da série. Com uma "gameplay" de objetos ocultos básica, ao invés de explorar apontando e clicando como eram todos os jogos desde o Retorno Para Ravenhearst. A história mistura muito personagens do jogo anterior em um paradoxo temporal. O jogo foi lançado em 21 de junho de 2018, assim com a versão de colecionador.
All About Casual Game deu uma nota 4 de 5 e disse que ele era "uma agradável viagem pela memória".

### The Countess (2018)
Mystery Case Files: The Countess é o 18° jogo da franquia. A história segue os passos da Sra. Eleanor Codington, uma amiga do detetive profissional que havia desaparecido após recuperar a propriedade de sua família. A mansão Codington conhecida por ter hospedado um antigo demônio conhecido como Shade. Então, o detetive profissional não deve só encontrar a sua amiga, mas também libertar a mansão de uma antiga maldição.
O All About Casual Game deu uma nota 4 de 5, dizendo que ele era "uma aventura emocionante em uma casa assombrada", embora ele não seja muito complexo.

### Moths to a Flame (2019)
Mystery Case Files: Moths to a Flame é o 19° jogo da franquia. O detetive profissional é enviado para o museu Zênitede de esquisitices para investigar o desaparecimento dos agentes MCF.
O All About Casual Game deu uma nota 5 de 5, comentando que o jogo é "um dos títulos mais complexos e impressionantes da franquia até hoje".

### Black Crown (2019)
Mystery Case Files: Black Crown é o 20° jogo da franquia. Ele é o último a ser produzido pela Eipix Entertainment. Ele é uma sequência da 13th Skull (13° Caveira). Ele foi lançado em 28 de novembro de 2019.

### The Harbinger (2020)
Mystery Case Files: The Harbinger é o 21° jogo da franquia. Ele é o primeiro produzido pelo GrandMA Studios. E foi lançado em 20 de agosto de 2020. Depois de completar o capítulo bônus, há uma cena pós-crédito mostrando Charles Dalimar e um título escrito "Crossfade".

### Crossfade (2020)
Ao completar o capítulo bônus em The Harbinger (O Prenúcio), é revelada uma curta "cutscene", mostrando um provável título para o próximo jogo da série, talvez continuando a história de Ravenhearst. Crossfade é o 22° jogo da franquia. Ele foi lançado em 25 de novembro de 2020.

### Incident at Pendle Tower (2021)
Mystery Case Files: Incident at Pendle Tower é o 23° jogo da franquia. O jogo foi lançado em 23 de novembro de 2021.

### The Last Resort(2022)
Mystery Case Files: The Last Resort é o 24º jogo da franquia. A versão completa foi lançada em 22 de novembro de 2022.

### The Dalimar Legacy
Mystery Case Files: The Dalimar Legacy é o 25° jogo da série. A versão "beta" foi lançada pela Big Fish Games e Grandma Studios.

### A Crime in Reflection
Mystery Case Files: A Crime in Reflection é o 26° jogo da série.

### Jogos spin-off

#### Agent X (2008)
Mystery Case Files: Agent X foi lançado em 14 de abril de 2008, e é o primeiro título na franquia Mystery Case a ser lançado para um dispositivo portátil. Mystery Case Files: Agent X só pode se usado em celulares compatíveis com Glu Mobile.

#### MillionHeir (2008)
Mystery Case Files: MillionHeir foi lançado em 8 de setembro de 2008, e é o segundo título da franquia Mystery Case a ser lançado para um dispositivo portátil. Mystery Case Files: MillionHeir necessita de um sistema Nintendo DS e foi publicado pela Nintendo.

#### The Malgrave Incident (2011)
Case Files: The Malgrave Incident foi lançado em 27 de junho de 2011 e é o segundo jogo da franquia a ser publicado pela Nintendo. Mystery Case Files: The Malgrave Incident pode ser jogado no Wii.

#### Spirits of Blackpool (2013)
Mystery Case Files: Spirits of Blackpool foi lançado em 24 de outubro de 2013. Ele é o primeiro título da franquia a ser publicado para iOS. Ele foi lançado na Canadian App Store e pode ser jogado em um iPad Apple.

## Séries de romance
Uma minissérie com quatro livros de romance foi escrita por Jordan Gray e distribuída pela Harlequin.